# 72. ročník udílení Filmových cen Britské akademie
72. ročník udílení Filmových cen Britské akademie se konal v Royal Albert Hall v Londýně 10. února 2019. Ceremoniál moderovala Joanna Lumley. Ocenění byla předána nejlepším filmům a dokumentům britským i mezinárodním, které se promítaly v britských kinech v roce 2018. Nominace byly oznámeny 9. ledna 2019. Filmem s nejvíce výhrami i nominacemi se stala Favoritka, s počtem 12 nominací a z toho 7 proměněných cen.

## Vítězové a nominovaní
Vítěz je vždy uveden jako první a tučným písmem.
| Nejlepší film | Nejlepší režisér |
| --- | --- |
| - Roma - BlacKkKlansman - Favoritka - Zelená kniha - Zrodila se hvězda | - Alfonso Cuarón – Roma - Bradley Cooper – Zrodila se hvězda - Spike Lee – BlacKkKlansman - Yorgos Lanthimos – Favoritka - Pawel Pawlikowski – Studená válka |
| Nejlepší herec v hlavní role | Nejlepší herečka v hlavní roli |
| - Rami Malek jako Freddie Mercury – Bohemian Rhapsody - Bradley Cooper jako Jackson Maine – Zrodila se hvězda - Christian Bale jako Dick Cheney – Vice - Viggo Mortensen jako Frank „Tony Lip“ Vallelonga – Zelená kniha - Steve Coogan jako Stan Laurel – Stan a Ollie                              | - Olivia Colmanová jako Anna Stuartovna – Favoritka - Glenn Close jako Joan Castleman – Žena - Lady Gaga jako Ally Maine – Zrodila se hvězda - Melissa McCarthy jako Lee Israel – Dokážete mi kdy odpustit? - Viola Davis jako Veronica Rawlings – Vdovy |
| Nejlepší herec ve vedlejší roli | Nejlepší herečka ve vedlejší roli |
| - Mahershala Ali jako „Doktor“ Don Shirley – Zelená kniha - Timothée Chalamet jako Nicholas „Nic“ Sheff – Beautiful Boy - Adam Driver jako detektiv Philip „Flip“ Zimmerman – BlacKkKlansman - Richard E. Grant jako Jack Hock – Dokážete mi kdy odpustit? - Sam Rockwell jako George W. Bush – Vice | - Rachel Weisz jako Sarah Churchill – Favoritka - Amy Adams jako Lynne Cheney – Vice - Claire Foy jako Janet Shearon Armstrong – První člověk - Emma Stoneová jako Abigail Hill – Favoritka - Margot Robbie jako Alžběta I. – Marie, královna skotská |
| Nejlepší původní scénář | Nejlepší adaptovaný scénář |
| - Deborah Davis a Tony McNamara – Favoritka - Brian Hayes Currie, Peter Farrelly a Nick Vallelonga – Zelená kniha - Alfonso Cuarón – Roma - Adam McKay – Vice - Janusz Glowacki, Pawel Pawlikowski – Studená válka                                                                                   | - Spike Lee, David Rabinowitz, Charlie Wachtel, Kevin Willmott – BlacKkKlansman - Nicole Holofcener, Jeff Whitty – Dokážete mi kdy odpustit? - Josh Singer – První člověk - Barry Jenkins – Kdyby ulice Beale mohla mluvit - Bradley Cooper, Will Fetters, Eric Roth – Zrodila se hvězda |
| Nejlepší kamera | Nejlepší debut – scénář, režie nebo produkce |
| - Alfonso Cuarón – Roma - Newton Thomas Sigel – Bohemian Rhapsody - Lukasz Zal – Studená válka - Robbie Ryan – Favoritka - Linus Sandgren – První člověk | - Michael Pearce (scenárista/režisér), Lauren Dark (producentka) – Beast - Daniel Kokotajilo (scenárista/režisér) – Apostasy - Chris Kelly (scenárista/režisér/producent) – Kambodžské jaro - Leanne Welham (scenáristka/režiséka), Sophie Harman (producentka) – Pili - Richard Billingham (Leanne Welham), Jacqui Davies (producentka) – Ray & Liz |
| Nejlepší britský film | Nejlepší dokument |
| - Favoritka - Beast - Bohemian Rhapsody - Stan a Ollie - Nikdys nebyl | - Free Solo - McQueen - RBG - Nikdy nezestárnou - Tři identičtí cizinci |
| Nejlepší původní hudba | Nejlepší zvuk |
| - Bradley Cooper, Lady Gaga, Lukas Nelson – Zrodila se hvězda - Terence Blanchard – BlacKkKlansman - Nicholas Britell – Kdyby ulice Beale mohla mluvit - Alexandre Desplat – Psí ostrov - Marc Shaiman – Mary Poppins se vrací                                                                       | - John Casali, Tim Cavagin, Nina Hartstone, Paul Massey, John Warhurst – Bohemian Rhapsody - Mary H. Ellis, Mildred Iatrou Morgan, Ai-Ling Lee, Frank A. Montaño, Jon Taylor – První člověk - Gilbert Lake, James H. Mather, Christopher Munro, Mike Prestwood Smith – Mission: Impossible – Fallout - Erik Aadahl, Michael Barosky, Brandon Procter, Ethan Van der Ryn – Tiché místo - Steve Morrow, Alan Robert Murray, Jason Ruder, Tom Ozanich, Dean Zupancic – Zrodila se hvězda |
| Nejlepší vedoucí výpravy | Nejlepší speciální efekty |
| - Fiona Crombie, Alice Felton – Favoritka - Stuart Craig, Anna Pinnock – Fantastická zvířata: Grindelwaldovy zločiny - Eugenio Caballero, Barbara Enriquez – Roma - Nathan Crowley, Kathy Lucas – První člověk - John Myhre, Gordon Sim – Mary Poppins se vrací                                      | - Geoffrey Baumann, Jesse James Chisholm, Craig Hammack, Dan Sudick – Black Panther - Dan DeLeeuw, Russell Earl, Kelly Port, Dan Sudick – Avengers: Infinity War - Tim Burke, Andy Kind, Christian Manz, David Watkins – – Fantastická zvířata: Grindelwaldovy zločiny - Ian Hunter, Paul Lambert, Tristan Myles, J.D. Schwalm – První člověk - Matthew E. Butler, Grady Cofer, Roger Guyett, Dave Shirk – Ready Player One: Hra začíná                                               |
| Nejlepší kostýmy | Nejlepší make-up a účesy |
| - Sandy Powell – Favoritka - Alexandra Byrne – Marie, královna skotská - Mary Zophres – Balada o Busterovi Scruggsovi - Julian Day – Bohemian Rhapsody - Sandy Powell – Mary Poppins se vrací | - Favoritka - Bohemian Rhapsody - Marie, královna skotská - Stan a Ollie - Vice |
| Nejlepší střih | Nejlepší cizojazyčný film |
| - Hank Corwin – Vice - John Ottman – Bohemian Rhapsody - Tom Cross – První člověk - Alfonso Cuarón, Adam Gough – Roma - Yorgos Mavropsaridis – Favoritka | - Roma • Mexiko - Kafarnaum • Libanon - Studená válka • Polsko - Dogman • Itálie/Francie - Zloději • Japonsko |
| Nejlepší animovaný film | Nejlepší krátký animovaný film |
| - Spider-Man: Paralelní světy - Úžasňákovi 2 - Psí ostrov | - Roughhouse - I'm OK - Marfa |
| Nejlepší krátkometrážní film | Vycházející hvězda (podle hlasování veřejnosti) |
| - 73 Cows - Bachelor, 38 - The Blue Door - The Field - Wale | - Letitia Wright - Jessie Buckley - Cynthia Erivo - Barry Keoghan - Lakeith Stanfield |